# Freddy Fuenmayor Suárez
Freddy Jesús Fuenmayor Suárez (Maracaibo, 6 de noviembre de 1949) es un religioso católico venezolano, obispo de la diócesis de Los Teques desde 2004.

## Primeros años y formación
Nació en Maracaibo, capital del estado Zulia el 6 de noviembre de 1949. Inició sus estudios eclesiásticos en Seminario San José de Caracas. Estudios de Teología en el Seminario Interdiocesano de Caracas. Estudió Filosofía en la Universidad Católica Andrés Bello.
Enviado a Roma como alumno del Pontificio Colegio Pío Latinoamericano.

## Ministerio sacerdotal
Ordenado Sacerdote el 3 de abril de 1976, a los  26 años de edad. Fue incardinado en la Diócesis de Los Teques, donde se encargó de la Pastoral Vocacional y Juvenil, en ese mismo año fue presbítero de la Iglesia parroquial de San Antonio de Los Altos.

## Episcopado

### Obispo de Cabimas
El 12 de marzo de 1994, el Papa Juan Pablo II lo nombró IV Obispo de la Diócesis de Cabimas.
Fue consagrado obispo el 23 de abril, por Mons. Pío Bello Ricardo, Obispo de Los Teques; con Mons. Ramón Ovidio Pérez Morales, Arzobispo de Maracaibo, y Mons. Mario Moronta, Obispo auxiliar de Caracas.

### Obispo de Teques
Cuando el Arzobispo-Obispo de Los Teques, Ovidio Pérez Morales, debió dejar la sede episcopal por motivos de salud, el 3 de diciembre de 2004, el papa Juan Pablo II lo nombró V Obispo de la Diócesis de Los Teques.
La ceremonia de inicio de su prelatura se realizó a principios del año 2005.

## Sucesión
| Predecesor: Ramón Ovidio Pérez Morales | Obispo de Los Teques 2004 - ...  | Sucesor: En el cargo           |
| Predecesor: Roberto Lückert            | IV Obispo de Cabimas 1994 - 2004 | Sucesor: William Delgado Silva |